# Gallicano (Toskana)
Gallicano ist eine italienische Gemeinde mit 3608 Einwohnern (Stand 31. Dezember 2023) in der Provinz Lucca. Der Ort liegt im Serchiotal und gehört zur Garfagnana.

## Geografie

Lage der Gemeinde Gallicano in der Provinz Lucca

Die Gemeinde liegt etwa 24 km nördlich der Provinzhauptstadt Lucca und rund 72 km nordwestlich der Regionalhauptstadt Florenz in der klimatischen Einordnung italienischer Gemeinden in der Zone E, 2 183 GG. Der Ort liegt in der Landschaft der Garfagnana im Serchiotal. Der Serchio (9 von 106 km im Gemeindegebiet) verläuft im Osten des Gemeindegebietes als Gemeindegrenze. Der Torrente Turrite Cava (3 von 11 km im Gemeindegebiet) dient als südöstliche Gemeindegrenze und fließt hier dem Serchio von rechts zu. Ein weiteres wichtiges Gewässer ist der Torrente Turrite di Gallicano (8 von 14 km im Gemeindegebiet), der ebenfalls ein rechter Zufluss des Serchio ist und durch das Ortszentrum von Gallicano fließt.
Zur Gemeinde gehören auch die Ortsteile (Frazioni) Bolognana (175 m, ca. 280 Einwohner), Cardoso (394 m, ca. 180 Einwohner), Colle Acinaia (150 m, ca. 50 Einwohner), Fiattone-Campo-Perpoli (Exklave, 445 Einwohner), La Barca (193 m, ca. 100 Einwohner), Ponte di Campia (200 m, ca. 85 Einwohner), Trassilico (722 m, ca. 100 Einwohner), Turritecava (135 m, ca. 30 Einwohner) und Verni (500 m, ca. 100 Einwohner). Im Hauptort Gallicano leben ca. 2500 Einwohner.
Die Nachbargemeinden sind Barga, Borgo a Mozzano, Castelnuovo di Garfagnana, Coreglia Antelminelli, Fabbriche di Vergemoli, Fosciandora und Molazzana.

## Geschichte
Erstmals geschichtlich erwähnt wurde der Ort 771 in einer Urkunde des Erzbistums Lucca. Die mittelalterliche Befestigung im Dorf Perpoli und die Burg in Trassilico dienten dem Schutz des Serchio in den Auseinandersetzungen zwischen Lucca, Florenz und Modena. Trassilico war bis nach dem Zweiten Weltkrieg eine selbständige Gemeinden.

## Sehenswürdigkeiten

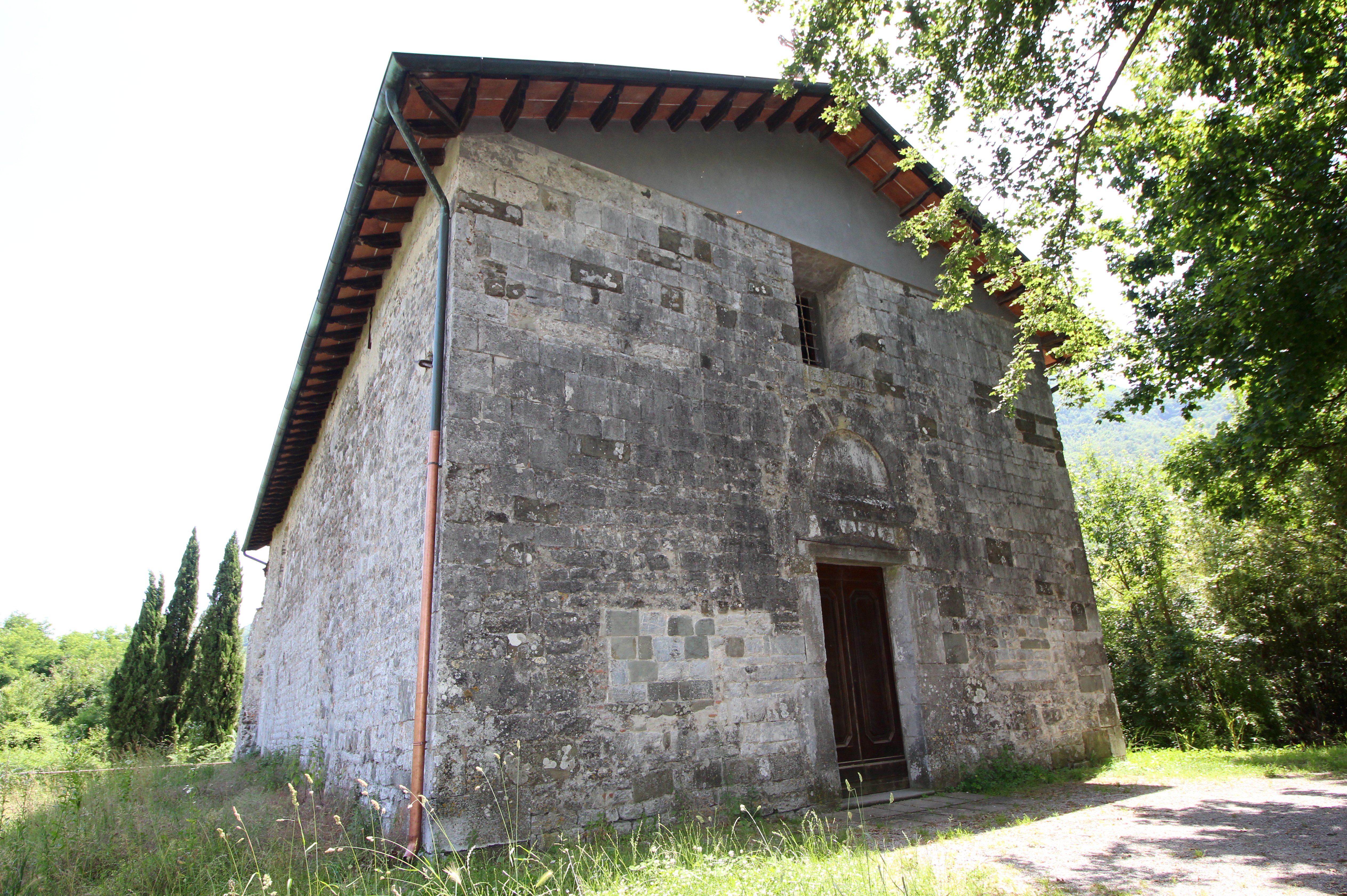
Die Kirche Santa Lucia in Gallicano

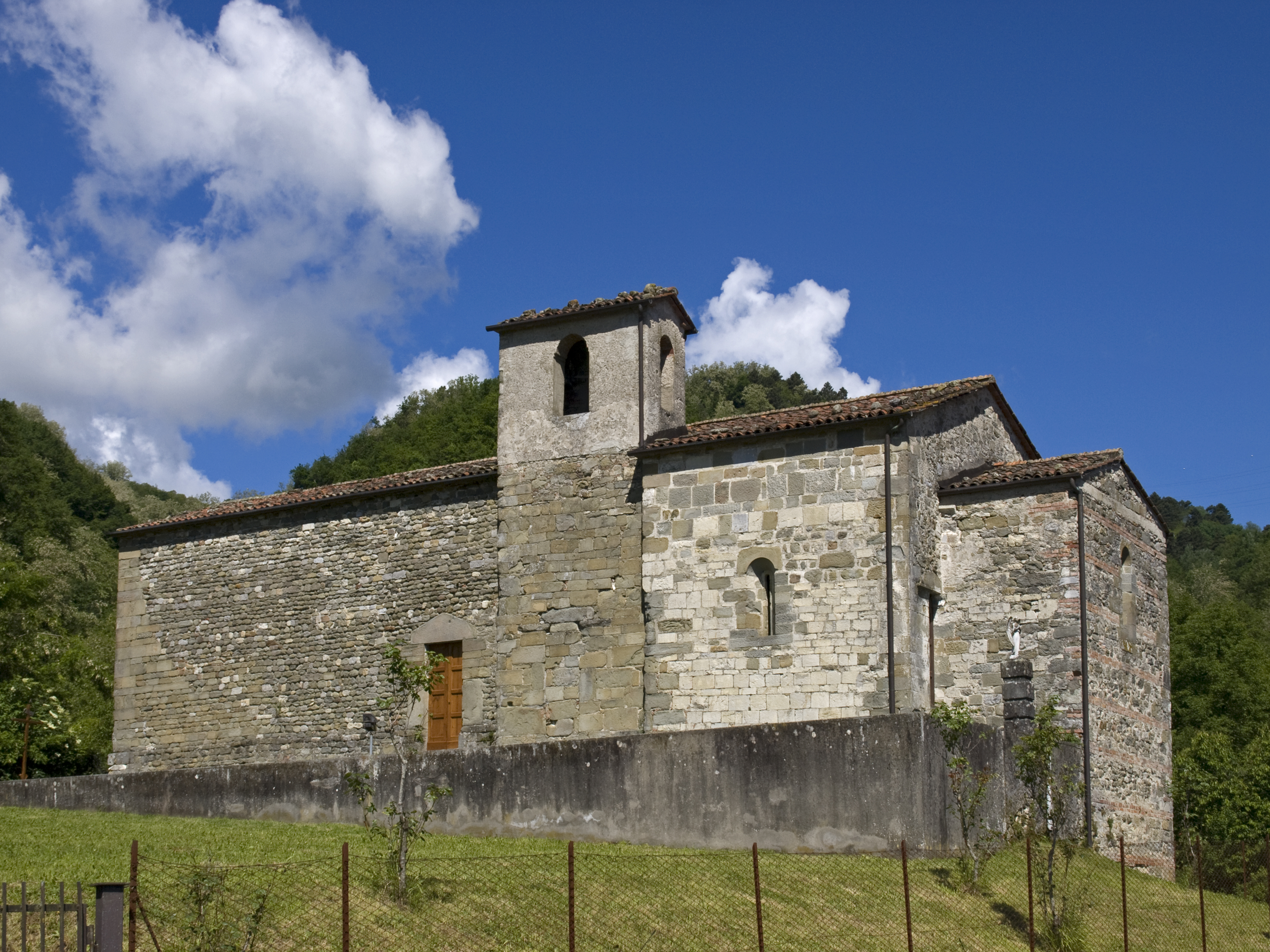
Die Kirche Santa Maria in Gallicano

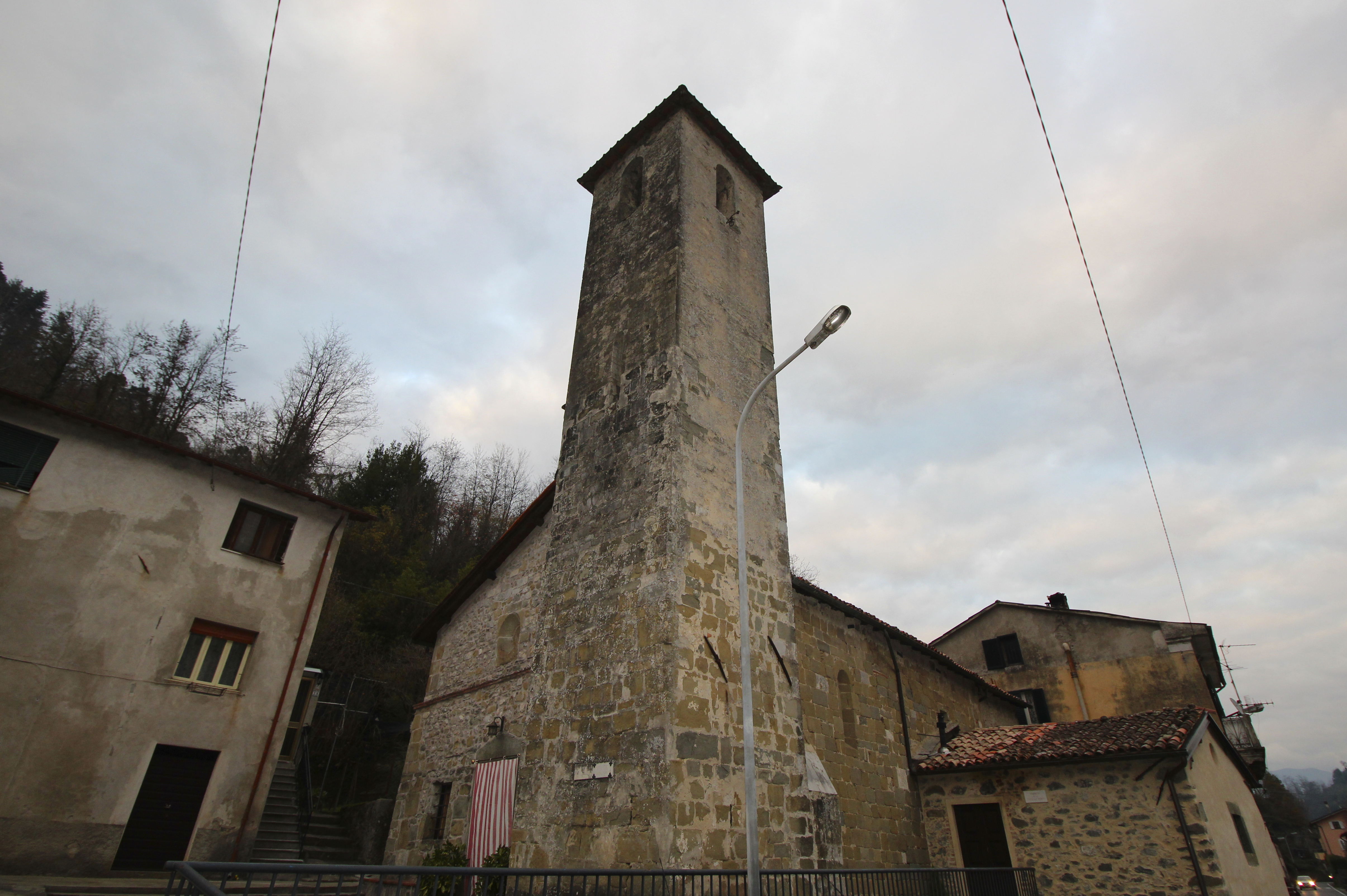
Die Kirche Sant’Andrea in Gallicano

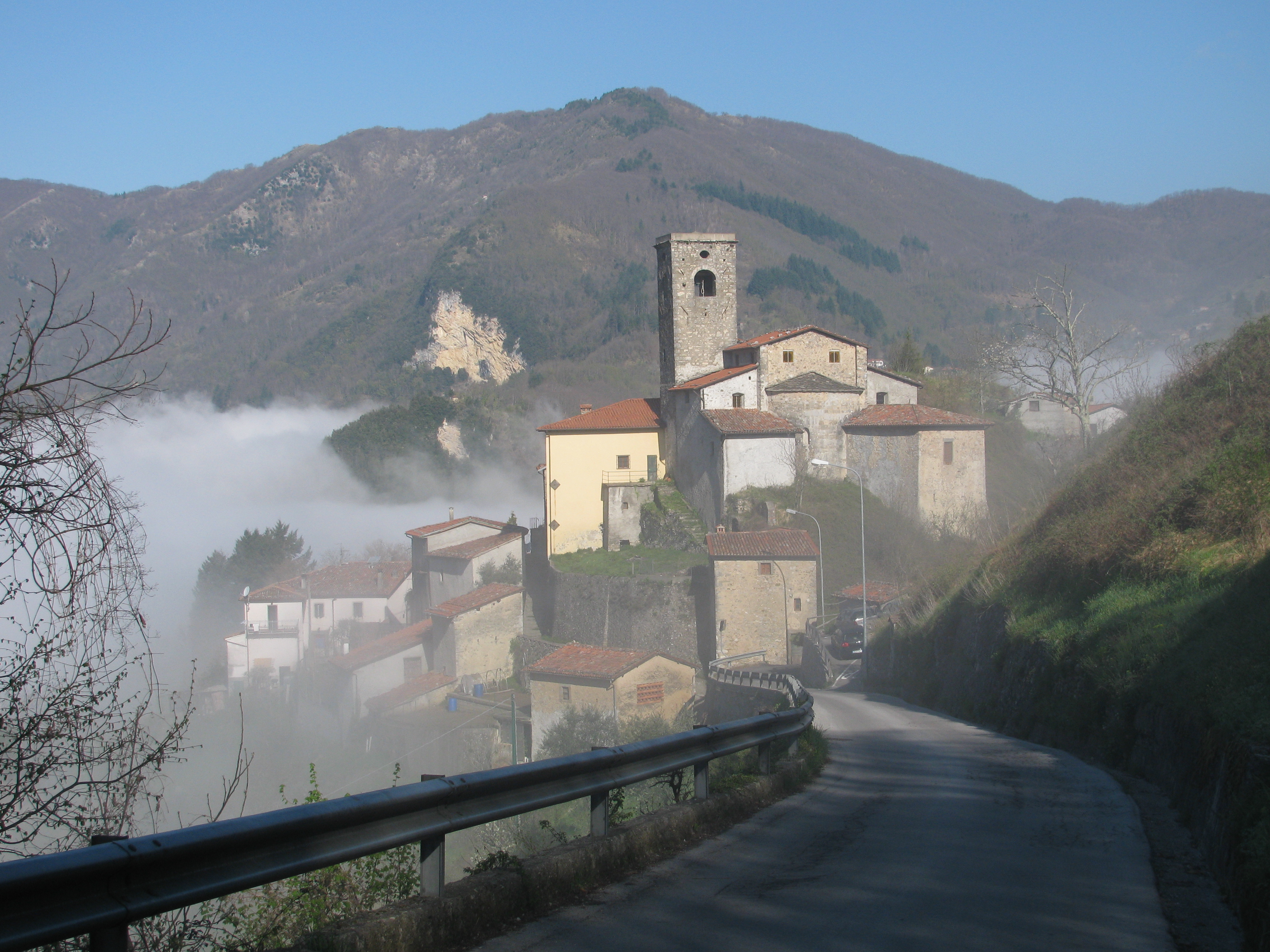
Der Ortsteil Verni im Morgennebel

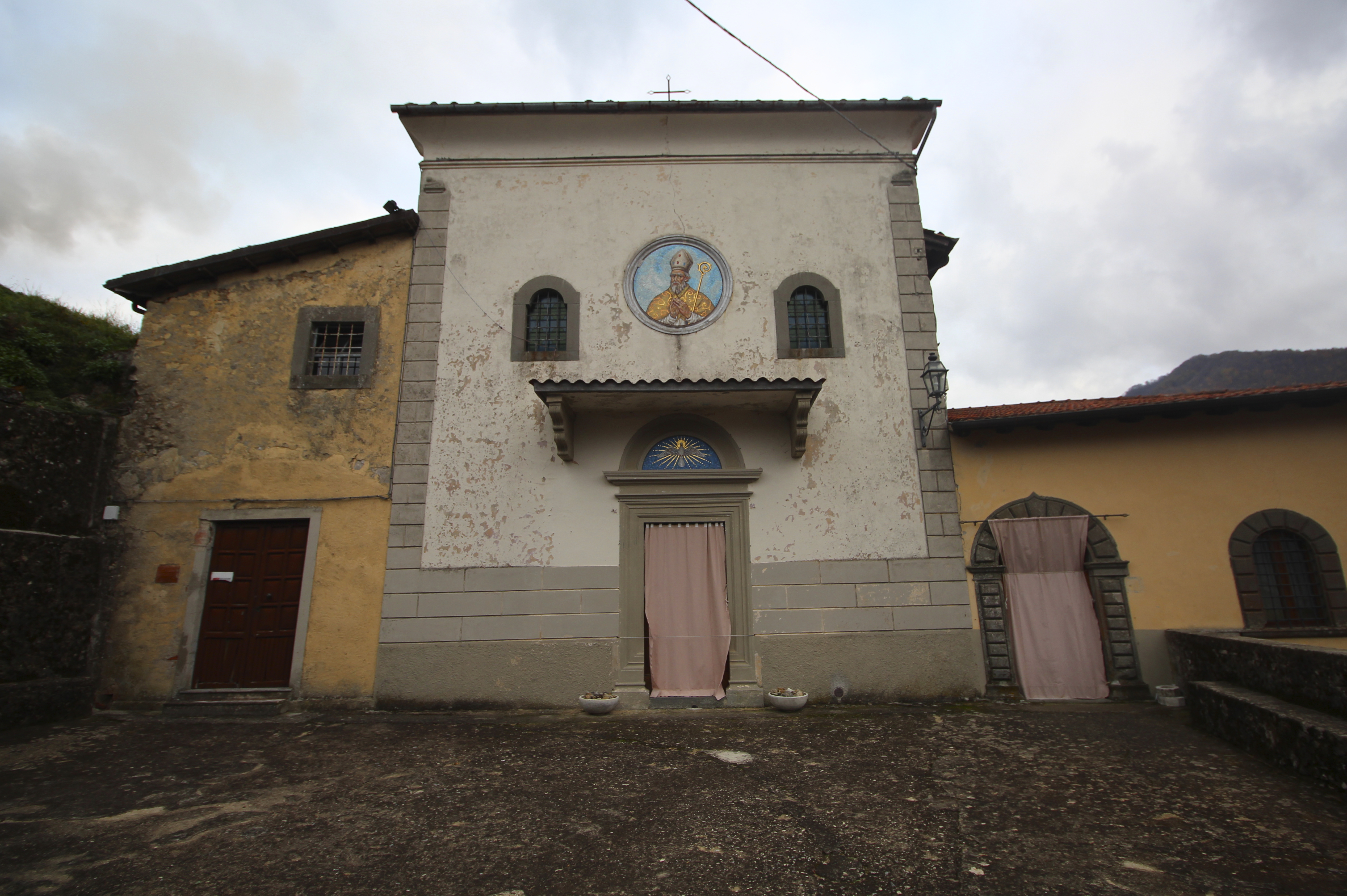
Die Kirche San Martino in Verni

- Chiesa di San Jacopo, Kirche im Ortskern, 771 erwähnt.[6]
- Chiesa di San Giovanni Battista, Kirche im Ortskern. Entstand 1486.[7]
- Chiesa di Santa Lucia, Kirche am Rand des Ortskerns nahe dem Fluss Turrite di Gallicano an der antiken Via Clodia Nova. Entstand wahrscheinlich im 12. Jahrhundert und wurde 1721 nach einem Erdbeben restauriert.[7]
- Chiesa di Santa Maria, Kirche außerhalb des Ortskerns an der Straße nach Molazzana. Wurde 1763 restauriert und enthält das Leinwandgemälde Madonna col Bambino che abbatte il demonio alla presenza di San Frediano e di San Bernardino eines unbekannten Künstlers aus dem späten 17. Jahrhundert.[8]
- Chiesa di Sant’Andrea, Kirche außerhalb des Ortskerns an der Straße nach Vergemoli. Entstand im 12. Jahrhundert.[7]
- Chiesa di Santa Margherita Martire, Kirche in Bolognana.
- Chiesa di San Genesio, Kirche in Cardoso. Entstand laut der Inschrift an der Außenwand im Jahr 1217.[8]
- Chiesa dei Santi Pietro e Paolo, Kirche in Fiattone, im 12. Jahrhundert erwähnt.[9]
- Chiesa di San Michele Arcangelo, Kirche in Perpoli. Wurde im 12. Jahrhundert in einem Schriftstück von Papst Alexander III. erwähnt.[9]
- Chiesa di Santa Elisabetta, Kirche in Trassilico.
- Chiesa dei Santi Pietro e Paolo, Kirche in Trassilico.
- Chiesa di San Rocco, Kirche in Trassilico.
- Rocca Estense, Burg in Trassilico.[10]
- Chiesa di San Martino, Kirche in Verni. 1331 erwähnt.[9]

## Veranstaltungen
- Palio di San Jacopo, jährlich zwischen den Ortsteilen des Hauptortes stattfindender Palio. Fand erstmals in den 1950er Jahren mit den Rioni Bufali, Dinamite (heute Monticello), Roccaforte e Strettoia statt.[11]

## Söhne und Töchter der Gemeinde
- Leopoldo Nobili (1784–1835), Physiker, der im Ortsteil Trassilico geboren wurde.
- Antonio Vallisneri (1661–1730), Mediziner, der im Ortsteil Trassilico geboren wurde.